# 6-й батальон Канадского экспедиционного корпуса

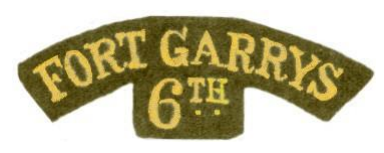
Нашивка 6-го батальона Канадского экспедиционного корпуса.

6-й батальон Канадского экспедиционного корпуса — подразделение Канадского экспедиционного корпуса во время Первой мировой войны.

## История
Батальон был сформирован 10 августа 1914 г. и проводил рекрутирование в Портидж-ла-Прери, Роблине, Пайпстоне, Виннипеге, Ллойдминстере, Пинчер Крике, а также на прилегающих территориях Саскачевана, Манитобы. Основной силой подразделения стали добровольцы из кавалерийских корпусов Западной Канады: 18-й конный стрелковый корпус, 20-й пограничный конный корпус, 22-й Саскачеванский лёгкой конный корпус, 23-й Альбертский рейнджерский корпус, 32-й Манитобский конный корпус, 34-й конный корпус Форт-Гарри.
Батальон отплыл в Великобританию 3 октября 1914 года составом в 1155 человек. В Англии подразделение было реорганизовано: основная часть состава стала ядром кавалерийского депо, а оставшиеся в количестве 216 человек вошли в 10-й батальон, который стал заменой 6-го.
Кавалерийское депо с 21 января 1916 г. стало называться Канадским кавалерийским депо и 24 февраля 1916 года в составе штаба, трёх кавалерийских рот и конного пулемётного отряда отплыл во Францию.
Батальон был расформирован 15 апреля 1918 г.
Командовали двое подполковников:
- Подполковник Дж. Г. Рэттрей;
- Подполковник Р. В. Патерсоном[1].

## Награды
- Великая война 1914—1915 гг.
- Битва при Фестуберте, 1915 г.
- Битва на Сомме, 1916 г.
- Вторая битва при Ипре, 1917 г.[1]